# Kuşadasıspor
 (août 2025).
La mise en forme du texte ne suit pas les recommandations de Wikipédia : il faut le « wikifier ».
Les points d'amélioration suivants sont les cas les plus fréquents. Le détail des points à revoir est peut-être précisé sur la page de discussion.
- Les titres sont pré-formatés par le logiciel. Ils ne sont ni en capitales, ni en gras.
- Le texte ne doit pas être écrit en capitales (les noms de famille non plus), ni en gras, ni en italique, ni en « petit »…
- Le gras n'est utilisé que pour surligner le titre de l'article dans l'introduction, une seule fois.
- L'italique est rarement utilisé : mots en langue étrangère, titres d'œuvres, noms de bateaux, etc.
- Les citations ne sont pas en italique mais en corps de texte normal. Elles sont entourées par des guillemets français : « et ».
- Les listes à puces sont à éviter, des paragraphes rédigés étant largement préférés. Les tableaux sont à réserver à la présentation de données structurées (résultats, etc.).
- Les appels de note de bas de page (petits chiffres en exposant, introduits par l'outil «  Source ») sont à placer entre la fin de phrase et le point final[comme ça].
- Les liens internes (vers d'autres articles de Wikipédia) sont à choisir avec parcimonie. Créez des liens vers des articles approfondissant le sujet. Les termes génériques sans rapport avec le sujet sont à éviter, ainsi que les répétitions de liens vers un même terme.
- Les liens externes sont à placer uniquement dans une section « Liens externes », à la fin de l'article. Ces liens sont à choisir avec parcimonie suivant les règles définies. Si un lien sert de source à l'article, son insertion dans le texte est à faire par les notes de bas de page.
- La présentation des références doit suivre les conventions bibliographiques. Il est recommandé d'utiliser les modèles {{Ouvrage}}, {{Chapitre}}, {{Article}}, {{Lien web}} et/ou {{Bibliographie}}. Le mode d'édition visuel peut mettre en forme automatiquement les références.
- Insérer une infobox (cadre d'informations à droite) n'est pas obligatoire pour parachever la mise en page.

Pour une aide détaillée, merci de consulter Aide:Wikification.
Si vous pensez que ces points ont été résolus, vous pouvez retirer ce bandeau et améliorer la mise en forme d'un autre article.
 (juillet 2025).
Si vous disposez d'ouvrages ou d'articles de référence ou si vous connaissez des sites web de qualité traitant du thème abordé ici, merci de compléter l'article en donnant les références utiles à sa vérifiabilité et en les liant à la section « Notes et références ».
Maillots
Kuşadasıspor (en turc : Kuşadası Gençlik Spor Kulübü) est un club de football turc fondé en 1934 et basé à Kuşadası, dans la province d’Aydın. Il évolue en Bölgesel Amatör Lig, le cinquième échelon du football turc, après avoir été relégué de la TFF 3. Lig en 2025.

## Histoire
Fondé en 1934, Kuşadasıspor a commencé dans les ligues amateurs régionales. En 1984-1985, le club accède pour la première fois à la TFF 3. Lig. La saison suivante, il est sacré champion et monte en TFF 1. Lig (deuxième division) où il reste jusqu’en 1991.
Après une relégation, le club alterne entre la 2e et la 3e division, avant de retomber dans les ligues amateurs en 2001 à la suite de problèmes financiers. Kuşadasıspor retrouve les divisions professionnelles en 2021 après avoir remporté les play-offs de la Bölgesel Amatör Lig.
Lors de la saison 2024-2025, Kuşadasıspor termine 15e du Groupe 1 de TFF 3. Lig et est relégué en Bölgesel Amatör Lig. À la suite de cette relégation, Kudret Durdu devient président et Ersin Sarı entraîneur,.

## Stade
Le club joue au Stade Özer Türk (8 000 places), inauguré dans les années 1960 et rénové en 2020.

## Palmarès
- **Championnat de Turquie de D3 (TFF 3. Lig)**
  - Champion : 1985-1986, 1995-1996.
- **Championnat régional (Aydın Süper Amatör)**
  - Champion : 2009-2010[1].
- **Championnat de Turquie amateur (Aydın 1. Amatör)**
  - Champion : 2013-2014[1].

## Joueurs notables
- (à compléter)

## Personnalités du club
Présidents
- Kudret Durdu (depuis 2025)[4].

Entraîneurs
- Bülent Ataman (2022-2024)
- Ersin Sarı (depuis 2025)[5].